# Karolina Szwed
Karolina Szwed (født 23. april 1989 i Gdańsk) er en polsk håndboldspiller. Hun spiller for landsholdet, og siden september 2013 for HC Leipzig.

## Karriere
Fra februar 2009 til juli 2012 spillede hun for Vistalu Łączpol Gdynia, som to gange har vundet bronze ved de polske mesterskaber (2010, 2011) og i den polske liga (2012). Hun fik sin seniorlandsholdsdebut d. 6. april, 2012 i en kamp mod Hviderusland.  Hun er 183 cm. og spiller højre back som nr. 21.